# Virgil, Kansas
Virgil är en ort i Greenwood County i Kansas. Vid 2020 års folkräkning hade Virgil 48 invånare.